# 里奥加耶戈斯

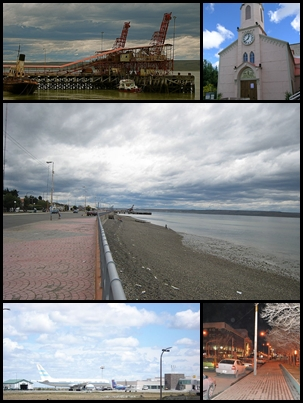
里奥加耶戈斯

里奥加耶戈斯是阿根廷聖克魯斯省的首府，座落在加耶戈斯河的入海口，人口约80k，海拔20米，距离布宜诺斯艾利斯2,636公里。温带大陆性半干旱气候。年降水量250~300mm,最冷月份平均温度约2°C。
51°37′24″S 69°12′58″W / 51.6233°S 69.2161°W